# Chimarra chicapa
Chimarra chicapa är en nattsländeart som beskrevs av G. Marlier 1965. Chimarra chicapa ingår i släktet Chimarra och familjen stengömmenattsländor. Inga underarter finns listade i Catalogue of Life.